# Поворот (фильм, 1967)
«Поворот» (лит. Posūkis) — советский фильм 1967 года режиссёра Бориса Ермолаева.

## Сюжет
22 июня 1941 года. Автобус с группой литовских школьников из Каунаса вместе с учителем, ездившие на экскурсию в Минск, возвращаются в Каунас. На обратном пути их настигает начавшаяся война — автобус попадает под бомбёжку. Выясняется, что автобус находится на территории уже занятой немцами. Встреченные немцы арестовывают учителя. Шофер автобуса сбегает. Застигнутые войной вдали от дома, врасплох, школьники оказываются одни. А им всего по тринадцать лет. Дорога войны сводит ребят с советским сержантом, русской девушкой Валей и с лейтенантом Дубровиным, почти ослепшим от контузии, которые и становятся их проводниками в жизнь.

Картина «Поворот» (1967) привлекает внимание самой постановкой проблемы: о несовместимости детского бытия с миром войны. Режиссер Б. Ермолаев обособил отдельные короткие рассказы трех мальчиках — подростках («Андрюс», «Римас», «Владас») открывающих для себя жестокую правду военной поры.— Кино советской Литвы / Марианна Мальцене. — М.: Искусство, 1980 . — 248 с. — стр. 184

## В ролях
- Леонид Неведомский — лейтенант Дубровин, советский офицер
- Сергей Дрейден — Андрей, сержант
- Стяпонас Космаускас — учитель-литовец
- Валентина Лысенко — Валя, русская девушка
- Витаутас Томкус — шофер-литовец
- Саулюс Ляуксминас — Римас, литовский школьник
- Альгис Клигис — Владас, литовский школьник
- Линас Крищюнас — Теодорас, литовский школьник
- Александрас Каволюнас — Витас, литовский школьник
- Стасис Пятраускас — Андрюс, литовский школьник
- Бируте Казлаускайте — Бируте
- Дануте Казлаускайте — Дануте
- П. Цибульскас — Еронимас, литовский школьник, брат Дануте и Бируте
- В. Сальджюнас — Нюрусис, литовский школьник
- С. Димбялис — Пелюкас, литовский школьник
- Балис Юшкявичюс — советский капитан на КПП
- Йонас Пакулис — водитель машины со снарядами, русский солдат

## Критика
В актерском ансамбле «Поворота» наиболее интересен ленинградский актер С. Дрейден (сержант с поросенком), сыгравший роль в эксцентрической манере. Со зрелым мастерством картину снял оператор Й. Томашевичюс, отразивший тревожную атмосферу первых дней войны. Но режиссура фильма страдала подражательностью, изобиловала чисто внешними признаками психологизма, демонстрировала увлечение известными уже образцами советского кино. Режиссёр эпигонски повторил стилистику фильма «Мир входящему» А. Алова и В. Наумова и некоторые сюжетные ходы их фильма, еще больше сгустил изобразительные гиперболы. В результате от «Поворота» повеяло претенциозностью и провинциализмом.

И тем не менее, несмотря на отдельные недостатки, на все почти неизбежные для первой работы потери, дебютанты вышли из трудного испытания.— Кино советской Литвы / Марианна Мальцене. — М.: Искусство, 1980 . — 248 с. — стр. 184

## Фестивали и награды
Диплом за лучший фильм для детей и юношества на IX-ом кинофестивале республик Прибалтики, Молдавии и Белоруссии (Рига, 1968)